# Meriel Hinsching
Meriel Hinsching (* 1993 in Jena) ist eine deutsche Filmschauspielerin.

## Leben
Meriel Hinsching wuchs in Oßmaritz bei Jena auf und sammelte erste Schauspielerfahrungen mit dem Jugendtheaterclub des Theaterhauses Jena. Mit 17 Jahren zog sie zum Schulbesuch nach England und absolvierte von 2014 bis 2017 ein Schauspielstudium an der East 15 Acting School in Essex, wo sie auch Theater gespielt hat. Ab 2018 folgten Engagements in deutschen Fernsehproduktionen.

## Filmografie (Auswahl)
- 2018: Team 13 – Freundschaft zählt (Fernsehserie, 5 Folgen)
- 2019: Misfit
- 2019: Rosamunde Pilcher: Meine Cousine, die Liebe und ich
- 2020: Inga Lindström: Liebe verjährt nicht
- 2021: Zero
- 2021: The Laureate
- 2021: Eine riskante Entscheidung
- 2022: Rosamunde Pilcher: Vier Luftballons und ein Todesfall
- seit 2022: Ich dich auch! (Fernsehserie)[3][4]
- 2023: Düstersee
- 2024: Mord mit Aussicht: Renate (Fernsehserie)
- 2024: Die Spaltung der Welt: 1939–1962 (sechsteiliges Dokudrama; als Joan Hinton)